# Triol
En triol er, som navnet antyder, tre noder af samme længde, som til sammen svarer til 1, 2 eller 4 taktslag.